# Grupo Desportivo de Águas Santas
O Grupo Desportivo de Águas Santas é um clube português localizado na freguesia de Águas Santas, concelho da Maia, distrito do Porto. O clube foi fundado em 8 de Fevereiro de 1975 e o seu atual presidente é Jorge Lessa Silva. Em 2024/25 disputa a Divisão de Honra da AF Porto.
Os seus jogos em casa são disputados no Campo do GD Águas Santas.